# Юрий Фельзен
Юрий Фельзен (настоящее имя Николай Бернгардович Фрейденштейн; 24 октября 1894, Санкт-Петербург — 13 февраля 1943, концлагерь Освенцим) — русский писатель, прозаик, литературный критик, представитель «литературной молодёжи» в русской эмиграции.

## Биография
Юрий Фельзен родился в еврейской семье, незадолго до его рождения перебравшейся в Санкт-Петербург из Риги. Его отцу Бернгарду Абрамовичу Фрейденштейну (1864—1933), как врачу, было дозволено разрешение проживать вне черты оседлости.
После окончания гимназии решил встать на юридическую стезю, поэтому поступил на юридический факультет Московского университета. Однако в связи с началом военных действий решил поменять предпочтения и поступил в Михайловское артиллерийское училище.
Наступление революции Фельзен встретил враждебно, не приемля угрозу духовного обнищания нации и предчувствуя опасность нового передела собственности. Именно поэтому Фельзен принял решение об эмиграции, которая началась для него в октябре 1918 года: первым городом, который встретился на его пути, была Рига, в которой он «задержался» на несколько лет.
Он решил остановиться в родительском доме: Ригу в качестве своего первого опорного пункта он выбрал потому, что его отец, доктор Бернгард Фрейденштейн, пользовался протекцией властей в объявленной независимой Латвии, консультировал Зигфрида Мейеровица, первого главу МИД новопровозглашенной республики. Бернгард Фрейденштейн с супругой прошли процедуру оптации по факту рождения в Риге и получили права граждан республики. Тем не менее Фельзен не чувствовал себя достаточно комфортно в атмосфере некой «культурной недостаточности», притом что сам он столкнулся с трудностями при получении гражданства. К тому же его несколько смущала интенсивная родительская опека, с которой ему пришлось мириться в Риге. Поэтому одним из стимулов переселения из родительского города послужило стремление избавиться от постоянного контроля со стороны отца и матери. В Риге вышел первый прозаический сборник Фельзена.
В конце 1921 году Фельзен эмигрировал в Берлин, а в 1924 году переселился в Париж, где прожил долго, фактически до наступления Второй мировой войны. В Париже Фельзен проживал в семье сестры и поступил на службу в банк, а также участвовал в организации многих коммерческих сделок, являясь, по сути, маклером. Период 20-х — 30-х годов в жизни Фельзена — время активного участия в литературной жизни русского Парижа, что выражалось в посещении такого известного кружка, как «Кочевье», а также в постоянном участии в заседаниях прославленного эмигрантского литературного клуба «Зелёная лампа». Во время этих заседаний Фельзену удалось наладить тесные отношения с Д. С. Мережковским и З. Н. Гиппиус, а также с Г. В. Адамовичем. Помимо посещения заседаний в этих организациях, Юрий Фельзен также активно участвовал в деятельности философических «воскресений» Мережковского, а также зарекомендовал себя как довольно активный участник Союза молодых писателей и поэтов.
В 1935 году был избран на пост председателя Объединения писателей и поэтов. Неоднократно Фельзен принимал участие в организации выставок международной русской книги, много и плодотворно сотрудничал с издателями эмигрантских русскоязычных газет, публиковал критические статьи о собратьях по перу (например, о Борисе Поплавском). Секретарь редакции в журнале «Числа».
После оккупации Парижа скрывался от депортации, несколько раз подвергался арестам в Париже и Лионе, был освобождён по ходатайству Владимира Вейдле. Арестован в феврале 1943 года при попытке перехода швейцарской границы как иностранный подданный еврейского происхождения, 11 февраля 1943 года под номером 170 отправлен конвоем № 47 через Дранси в концентрационный лагерь Освенцим, где сразу по прибытии 13 февраля умерщвлён в газовой камере. Его брат Георгий (18 июня 1896 — 1942) также был арестован в Париже и интернирован в концлагерь Дранси 15 мая 1942 года, погиб в Освенциме 29 июня 1942 г. Мать и сестра Елизавета пережили войну в Швейцарии.

## Творчество
В литературных читательских кругах эмиграции Фельзен получил прозвище «русский прустианец», поскольку в его творчестве преобладала техника «потока сознания». Актуализация прустианской эстетики была обусловлена спецификой мироощущения творческого поколения эмигрантов, которое в критических кругах получило название «литературной молодёжи». В частности, идейно-стилистическая направленность их творчества предполагала стремление к повествованию о внутреннем мире лирического героя, которому были присущи непреодолимая тяга к «бесконечности» в восприятии художественной действительности и желание оправдать своё место в мире абсурда, который окружал людей, вырванных из контекста своей прошлой идеализированной жизни. К представителями эстетической школы «литературной молодежи», помимо Фельзена, можно причислить Гайто Газданова и Георгия Саркисовича Евангулова, избравших для себя условно «новые» художественные методы отражения «разрушенной» действительности.
В творчестве Фельзена преобладают мотивы субъективного искательства, непрекращающейся меланхолии, но в то же время художественному мироощущению автора свойственная оригинальная лирическая зоркость. Лирический герой Фельзена (например, Андрей Завадский в повести «Неравенство» — молодой эмигрант, окутанный флёром трагического осознания своей «неусмиренности» и «беспокойности», принадлежащий к типу «парижского мечтателя», он — «безопорный человек с навязчивым духом одиночества и несвободы», который вынужден заниматься непрекращающимся поиском точных слов для литературного отображения «нелюбимой» действительности, кажущейся абсурдной и неустроенной. Ему присущ комплекс литературного «лишнего человека», образ которого проходит причудливую трансформацию в эмигрантской «молодежной» литературе, по сути сохраняя все основные признаки. Его можно считать своеобразным литературным двойником автора, неспособным адаптироваться к закрытой для него среде, вынужденного размениваться на быт, а каждое выражение устремленности к духовному в условиях господства деструктивной повседневности может быть воспринято как его личностный подвиг. Лирическая героиня Фельзена максимально опоэтизирована «мечтателем», к ней обращено возвышенное чувство повествователя, в итоге она превращается в единственную опору для героя, ищущего в ней некое духовное успокоение; она предстает Прекрасной дамой, воплощающей в себе идеал мечущегося мечтателя-эмигранта. Фельзен избирает для себя новаторскую жанровую форму, обращаясь к эпистолярной исповеди, в большой степени проникнутой лиризмом, субъективным восприятием жизни, что неизбежно вызывает у читателя ощущение искренности рассказчика.
Фельзена с полным на то основанием считали писателем для писателей, а не для широкой публики.

## Сочинения
- повесть «Обман», изданная в Париже в 1930 году в издательстве Я.Поволоцкого и Ко
- роман «Счастье», увидевший свет в Берлине в 1932 году в издательстве «Парабола»
- роман «Письма о Лермонтове», увидевший свет в 1936 году
- повесть «Неравенство»
- новеллы «Пробуждение» (1933), «Композиция» (1939), опубликованные в журнале «Современные записки»
- критические статьи в различных литературных изданиях русской эмиграции, в том числе:
  - Умирание искусства // «Круг», №2, 1937
  - Повторение пройденного // «Круг», №3, 1938